# Laura Quast
Laura Lucille (Laura) Quast (Willemstad, 11 november 1945) is een Curaçaos actrice, regisseuse, dichteres, schrijfster en onderwijzer.

## Biografie
Laura Quast studeerde voor lerares en gaf vanaf 1963 tien jaar les op een lagere school. Daarnaast acteerde ze in het amateurtheater. Aangemoedigd door de regisseurs Tone Brulin en Henk van Ulsen volgde ze vanaf 1975 de theaterstudie aan de Amsterdamse Hogeschool voor de Kunsten. In 1980 studeerde ze af als docent drama en regisseur op het toneelstuk Bai pa bini bek? (Je gaat, maar kom je terug?). Haar specialisme, storytelling, kreeg ze van huis uit mee van haar moeder.
In 1979 richtten zij en Guus Sain het theaterproject Pegasaya op, in 1983 hernoemd naar Fundashon Arte i Drama Pegasaya. De opzet was om meer continuïteit te krijgen in hun werk, niet alleen door middel van theateropvoeringen maar ook door bijgaande werkzaamheden zoals het geven van workshops en cursussen. Ze speelde in diverse Nederlandse theater- en filmproducties van regisseurs als John Leerdam, Pim de la Parra, Diederik van Rooijen en Norman de Palm. Roy Colastica was een van de acteurs die ze coachte en andersom deed ze de regie van voostellingen die door Colastica waren geschreven.
Sinds 2001 doceert ze voor de Universiteit van Curaçao de vakken drama en Papiaments. In haar andere werkzaamheden maakten theater en storytelling steeds meer plaats voor schrijven, onder meer door jeugdboeken te vertalen van het Nederlands naar het Papiaments.
In 2020 werd ze onderscheiden met de prestigieuze Curaçaose Cola Debrotprijs. Later dat jaar kwam een documentaire van Colastica over haar uit. In 2021 werd ze tijdens de 18th Annual Female Leadership Conference onderscheiden met de Outstanding Woman Award.

## Meer lezen
- Juryrapport Cola Debrotprijs 2020 voor Laura Quast. Caraïbisch Uitzicht (19 mei 2020). Geraadpleegd op 14 mei 2025.

- International Standard Name Identifier: 0000 0003 8871 5133
- Nederlandse Thesaurus van Auteursnamen: 190754788
- Virtual International Authority File: 281987700